# Angus McLaren
Angus McLaren, född 3 november 1988 i Wonthaggi i Victoria, är en australisk skådespelare. Han är känd för att spela rollen som Nathan Rafter i TV-serien Familjen Rafter och Lewis McCartney i TV-serien H2O: Just Add Water.